# Ryston
Ryston – wieś w Anglii, w hrabstwie Norfolk, w dystrykcie King’s Lynn and West Norfolk. Leży 61 km na zachód od Norwich i 125 km na północ od Londynu. Miejscowość liczy 93 mieszkańców.